# Loxothylacus panopei
Loxothylacus panopei är en kräftdjursart. Loxothylacus panopei ingår i släktet Loxothylacus och familjen Sacculinidae. Inga underarter finns listade i Catalogue of Life.